# Флек, Роберт
Ро́берт Уи́льям Флек (англ. Robert William Fleck; 11 августа 1965, Глазго, Шотландия) — шотландский футболист, нападающий известный по выступлениям за «Рейнджерс», «Норвич Сити» и сборной Шотландии. Участник Чемпионата мира 1990 года.

## Клубная карьера
Флек начал свою профессиональную карьеру в клубе «Рейнджерс». В 1983 году он дебютировал за первую команду команду в шотландской Премьер-лиге. В сезоне 1986 года Роберт забил 22 года в 48 матчах, включая четыре хет-трика (дважды в ворота «Клайдбанка», а также «Фалкирка» и матче Кубка УЕФА против финского «Ильвеса»). В составе синих он трижды выиграл Кубок лиги и стал чемпионом Шотландии.
В конце 1987 года Флек перешёл английский «Норвич Сити». Сумма трансфера составила 580 тыс. фунтов. В 1992 году он был признан лучшим футболистом команды. В 1992 году Роберт помог «канарейкам» выйти в финал Кубка Англии. В том же году Флек перешёл в лондонский «Челси». Сумма трансфера составила рекордные для «пенсионеров» 2,1 млн. фунтов. Свой первый гол за «Челси» он забил в ворота бывшего клуба «Норвич», после чего его невзлюбили болельщики и футболисты канареек. Флек не смог пробиться в основу и дважды на правах аренды выступал за «Болтон Уондерерс» и «Бристоль Сити».
В 1995 году Роберт вернулся в «Норвич». Он пришёл на замену Эшли Уорду, которого руководство клуба продало из-за финансовых трудностей. За «канареек» Флек отыграл три сезона. В 1998 году он перешёл в «Рединг», где завершил карьеру по окончании сезона. В 2000 году Роберт пришёл в «Горлестон» в качестве играющего тренера. В середине 2000-х тренировал «Дисс Таун».

## Международная карьера
28 марта 1990 года в поединке против сборной Аргентины Флек дебютировал за сборную Шотландии. В 1990 году он попал в заявку национальной команды на чемпионат мира в Италии. На турнире Роберт сыграл в матчах против сборных Швеции и Бразилии.

## Достижения
Командные
«Рейнджерс»
- Чемпионат Шотландии по футболу — 1987
- Обладатель Кубка лиги — 1984
- Обладатель Кубка лиги — 1985
- Обладатель Кубка лиги — 1987